# Jack Valenti
Pour les articles homonymes, voir Valenti (homonymie).

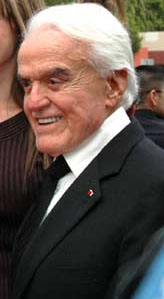
Jack Valenti

Jack Joseph Valenti (5 septembre 1921 à Houston, Texas - 26 avril 2007 à Washington) a été  conseiller à la Maison-Blanche du temps de Lyndon Johnson et président de la Motion Picture Association of America (MPAA), de 1966 à 2004. Pendant cette longue période d'activité, il fut généralement considéré comme un des lobbyistes pro-droit d'auteur les plus influents dans le monde. Il créa en 1968 le système de notation MPAA.

## Biographie
Valenti est né à Houston au Texas de parents immigrés italiens. Durant la Seconde Guerre mondiale, il est lieutenant dans l'United States Army Air Corps, réalisant 51 missions de combat comme commandant d'un bombardier d'attaque B-25. Affecté au 448th BS 321st BG de Solenzara en Corse.  
Il suit ensuite les cours de l'université de Houston où il obtient un bachelor of arts en 1946, puis il obtient un MBA à l'université Harvard. Lorsqu'il y est étudiant, il travaille dans l'équipe du journal Daily Cougar et est le président de l'association des étudiants. Plus tard, il sera membre du board of regents de l'université. En 1952, il cofonde Weekley & Valenti, une agence de publicité et de conseil politique.

## Conseiller spécial de Johnson

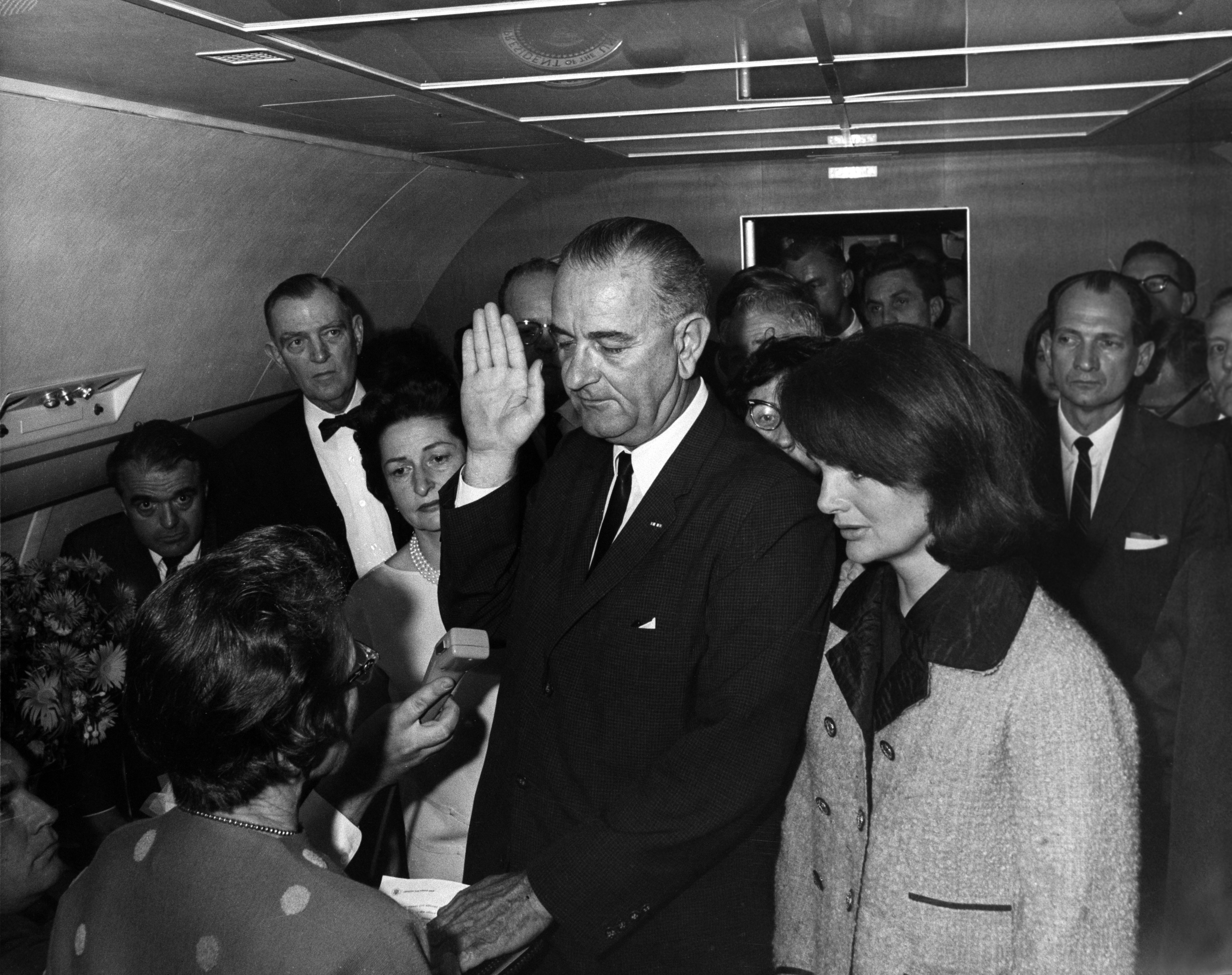
Prestation de serment de Lyndon Johnson dans le Air Force One VC-137C SAM 26000 à Dallas, Jack Valenti est à l'extrême gauche.

L'agence de Valenti était responsable de la presse durant la visite du président John Kennedy et du vice-président Lyndon Johnson à Dallas en novembre 1963. À la suite de l'assassinat de Kennedy, Valenti est présent lors de la prestation de serment de Lyndon B. Johnson à bord d'Air Force One et revient avec le nouveau président à Washington qui lui propose, dans l'avion, de travailler avec lui. Il devient alors conseiller spécial (special assistant) de la Maison-Blanche où il vit même les deux premiers mois. Il paraît alors si loyal à Johnson qu'on dit que « si Lyndon Johnson décide de lâcher une bombe H, Valenti appellerait cela un projet de renouvellement urbain ». 
C'est à cette époque que le directeur omnipuissant du FBI, John Edgar Hoover ordonna à ses agents d'effectuer une enquête à propos de l'homosexualité présumée de Jack Valenti. L'existence de cette enquête fut révélée en 2009 par le Washington Post, qui obtint l'accès aux dossiers classifiés grâce au Freedom of Information Act (FOIA - loi promulguée par Johnson) . L'accusation d'homosexualité suffisait alors à briser une carrière (le conseiller de Johnson Walter Jenkins dut ainsi démissionner peu de temps avant l'élection présidentielle de 1964 pour cette raison). Hoover utilisait en effet les informations sur les élites obtenues par ces agents dans le cadre de ses tractations avec la Maison-Blanche. L'enquête finit par conclure qu'il n'y avait pas de preuve à l'appui de cette accusation.

## Président de la MPAA
En 1966, sur l'insistance de Lew Wasserman, patron des studios Universal, et avec le consentement de Johnson, Valenti quitte la Maison-Blanche et devient le président de la Motion Picture Association of America (MPAA). A Hollywood, Valenti et Wasserman, qui resteront alliés pendant toute leur vie, orchestreront et contrôleront la manière dont Hollywood conduira ses affaires dans les décennies suivantes.
En 1968, Valenti crée un système de classement des films, le MPAA. À l'origine, le système comprend quatre catégories distinctes : G, M, R et X. La catégorie X posera rapidement un problème car elle était libre de droits, et fut donc utilisée librement par l'industrie pornographique avec laquelle elle deviendra vite associée. Mais des films comme Midnight Cowboy et Orange mécanique furent considérés comme pornographiques car ils étaient classé X.
Durant la fin des années 1970 et le début des années 1980, Valenti devint connu pour ses attaques imagées contre le magnétoscope Sony Betamax VCR, que la MPAA craignait de voir dévaster l'industrie du film. En 1982, il dit lors d'un congrès : « Je vous dis que le VCR est au producteur de film américain et au public américain ce que l'Étrangleur de Boston est à la femme seule chez elle ». Malgré cette prédiction, le marché de la vidéo à domicile créé par le magnétoscope est devenu le pilier des revenus des studios de cinéma pendant les années 1980 et 1990, jusqu'à ce que le DVD le remplace.
En 1998, Valenti lutta pour l'adoption de la controversée Digital Millennium Copyright Act, une loi américaine destinée à lutter contre le piratage numérique.

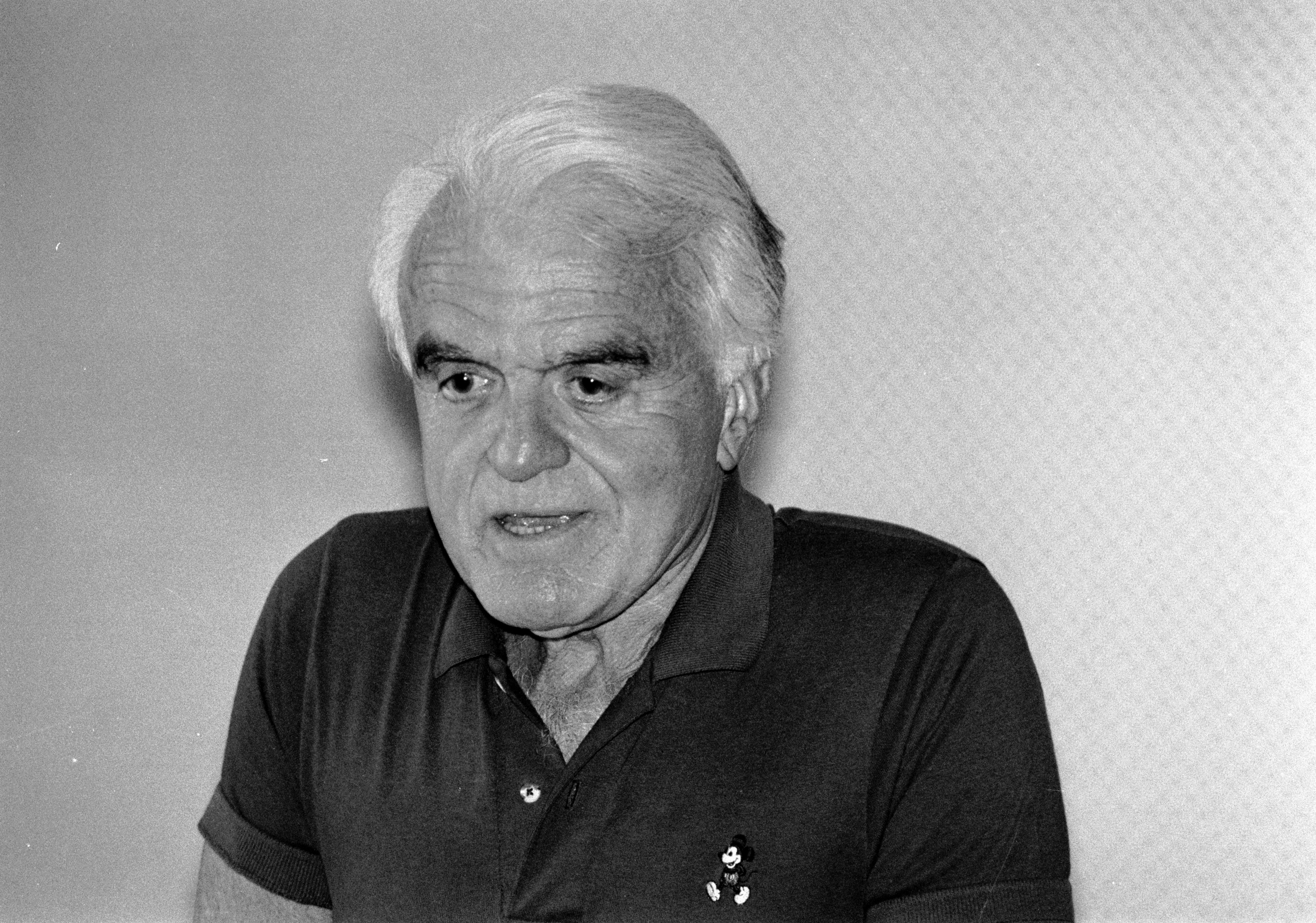
Jack Valenti en 1991

Sa carrière a été consacrée par une étoile sur Hollywood Boulevard à Los Angeles et en 2004 par la Légion d'honneur française, visant notamment à récompenser son combat contre le piratage. Il a favorisé l'essor du Festival du cinéma américain de Deauville à la fin des années 1970. L'école de communication d'Harvard a été rebaptisée en son honneur, la Jack J. Valenti School of Communication, en avril 2008.
Son salaire était estimé en 2004 à 1,35 million de USD, ce qui fit de lui, d'après le National Journal, le septième patron de groupe commercial le mieux payé de Washington. En août 2004, Valenti, alors âgé de 82 ans, prit sa retraite et fut remplacé par Dan Glickman. 
Il est mort le 26 avril 2007 des complications d'un accident vasculaire cérébral.

## Dans la culture populaire
En 2016, il est interprété par Darrel Guilbeau dans le film LBJ de Rob Reiner et par Max Casella dans Jackie de Pablo Larraín.